# Onychomyrmex doddi
Onychomyrmex doddi är en myrart som beskrevs av Wheeler 1916. Onychomyrmex doddi ingår i släktet Onychomyrmex och familjen myror. Inga underarter finns listade i Catalogue of Life.

## Bildgalleri

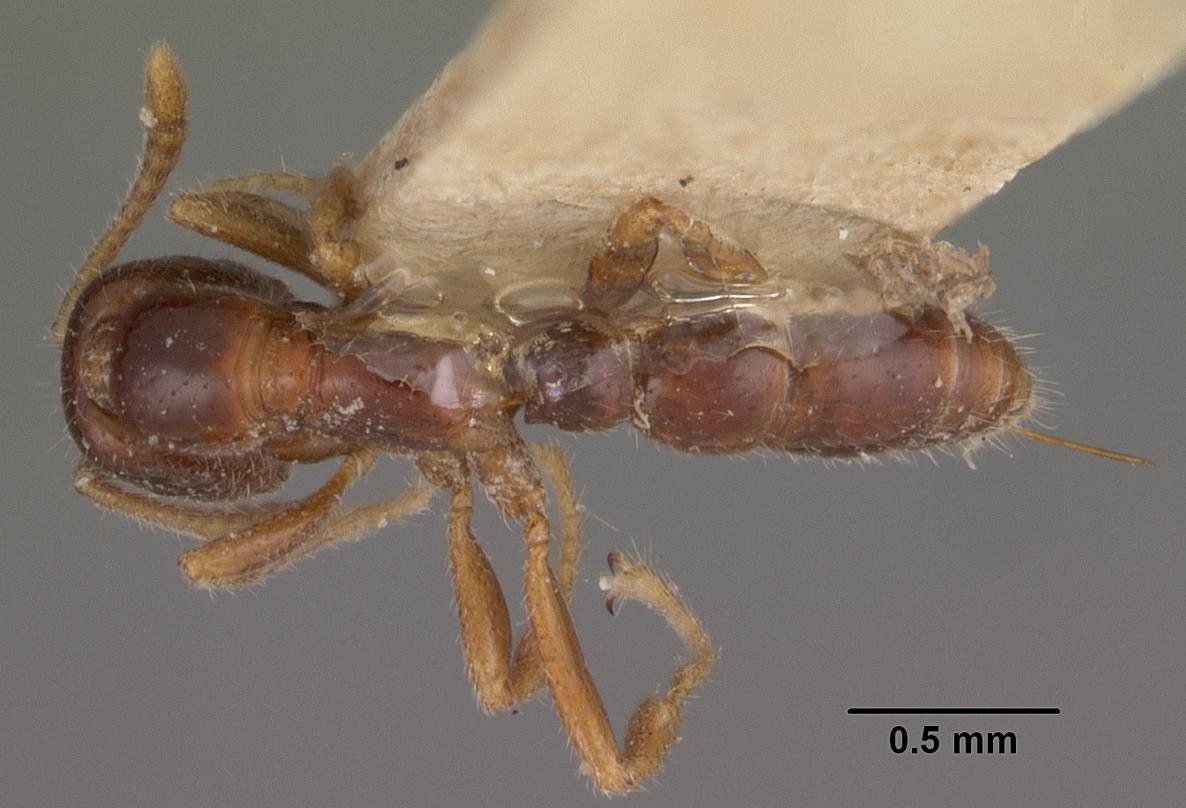
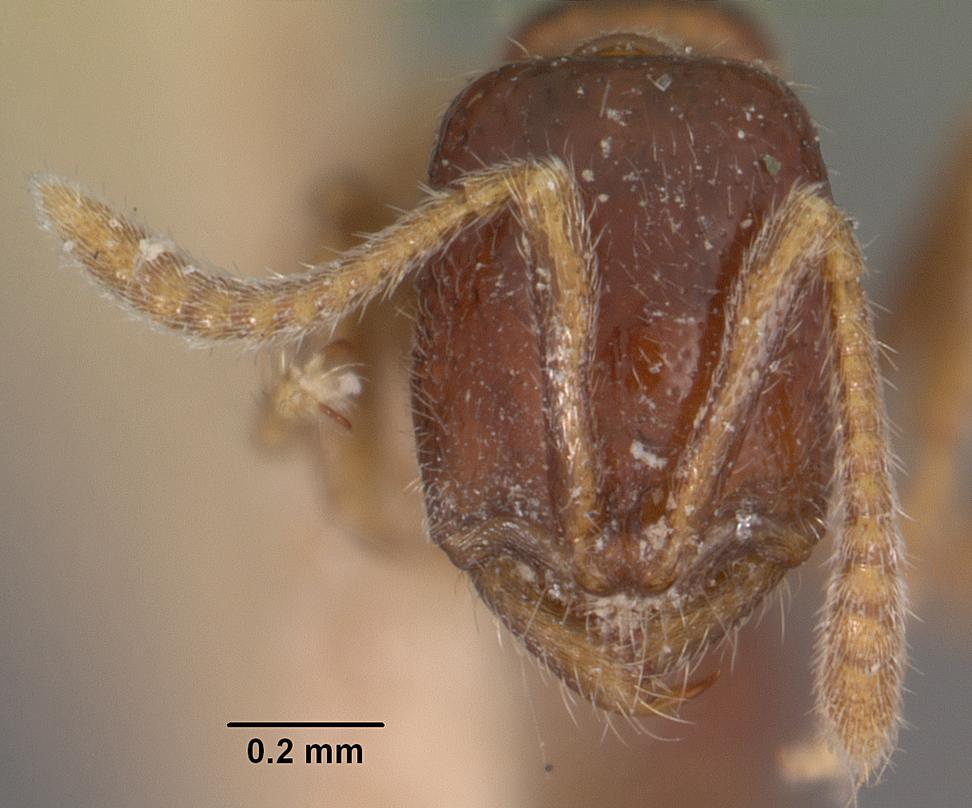
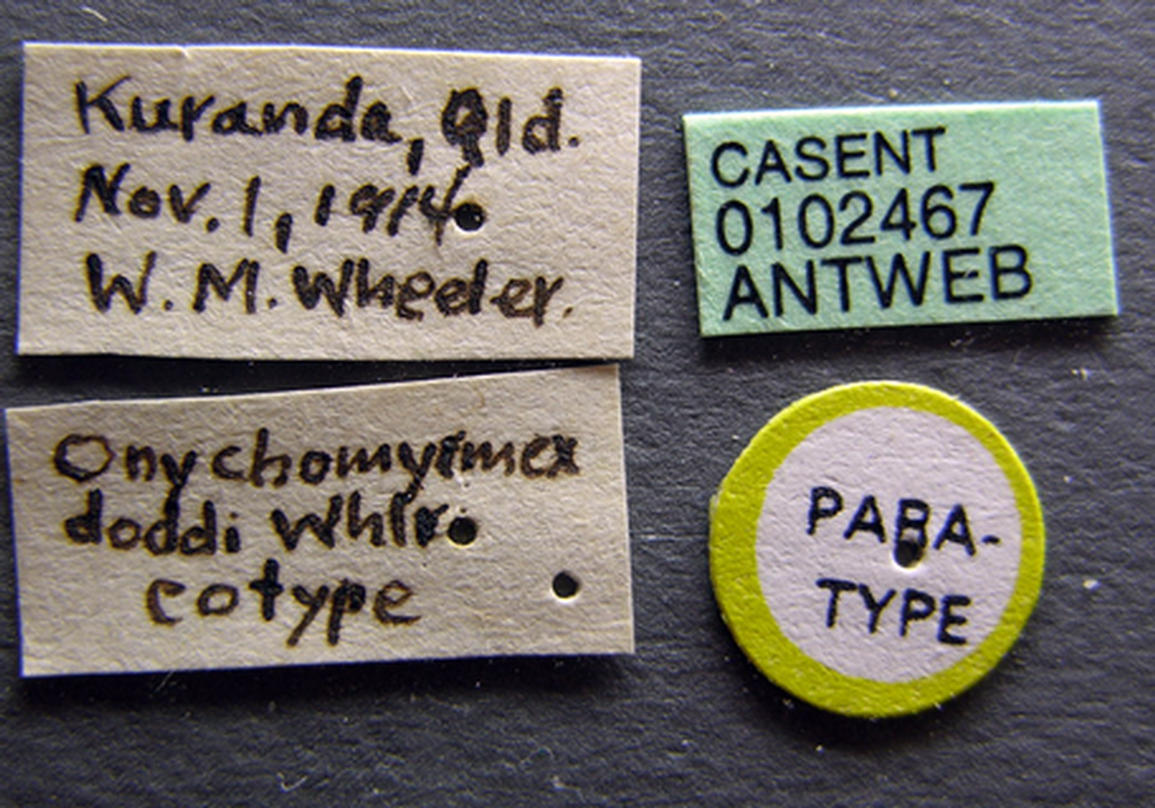
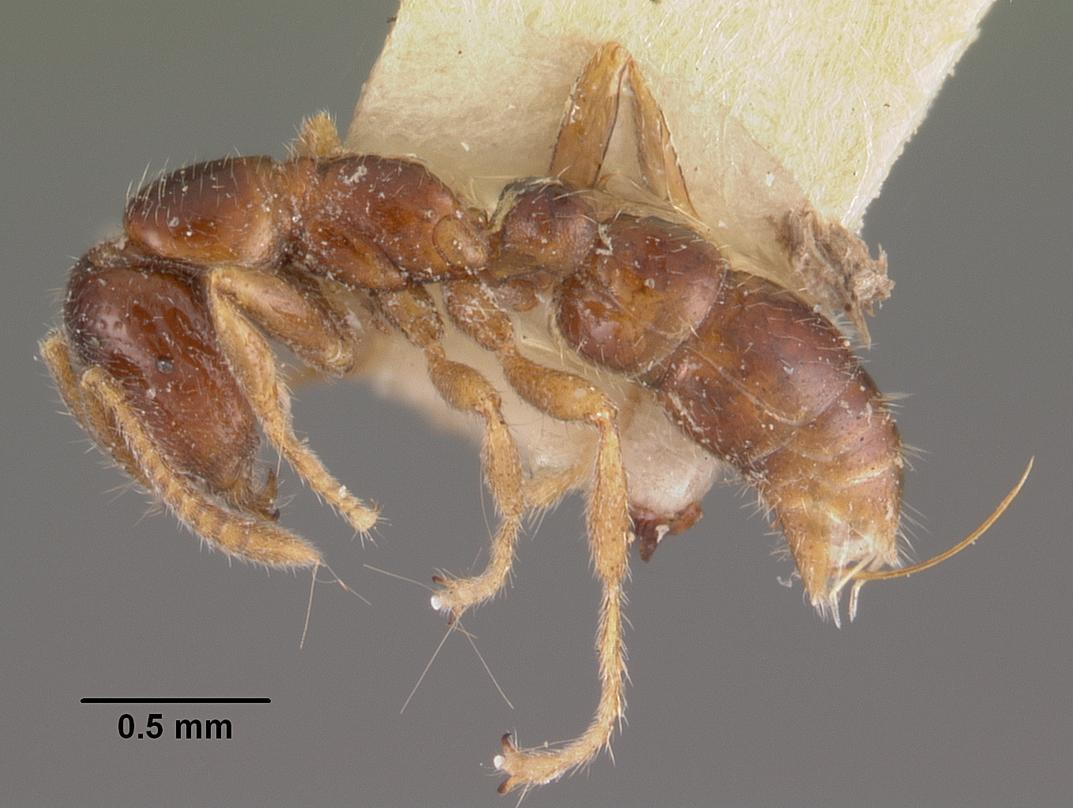
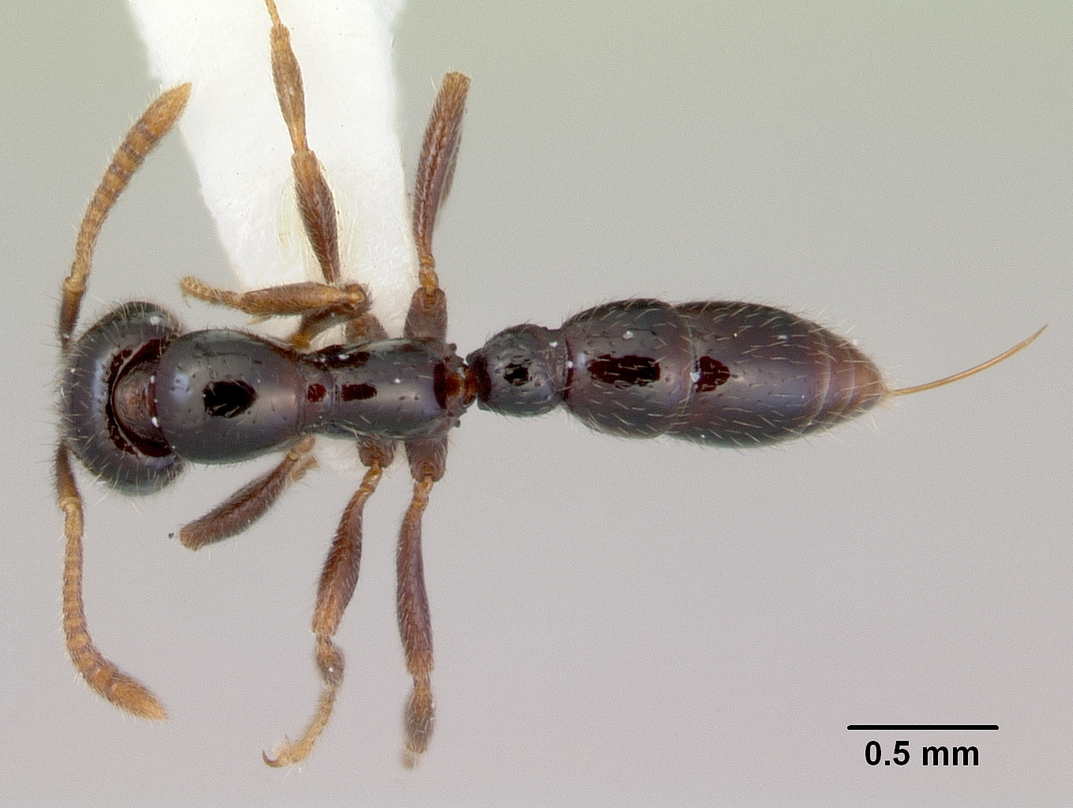
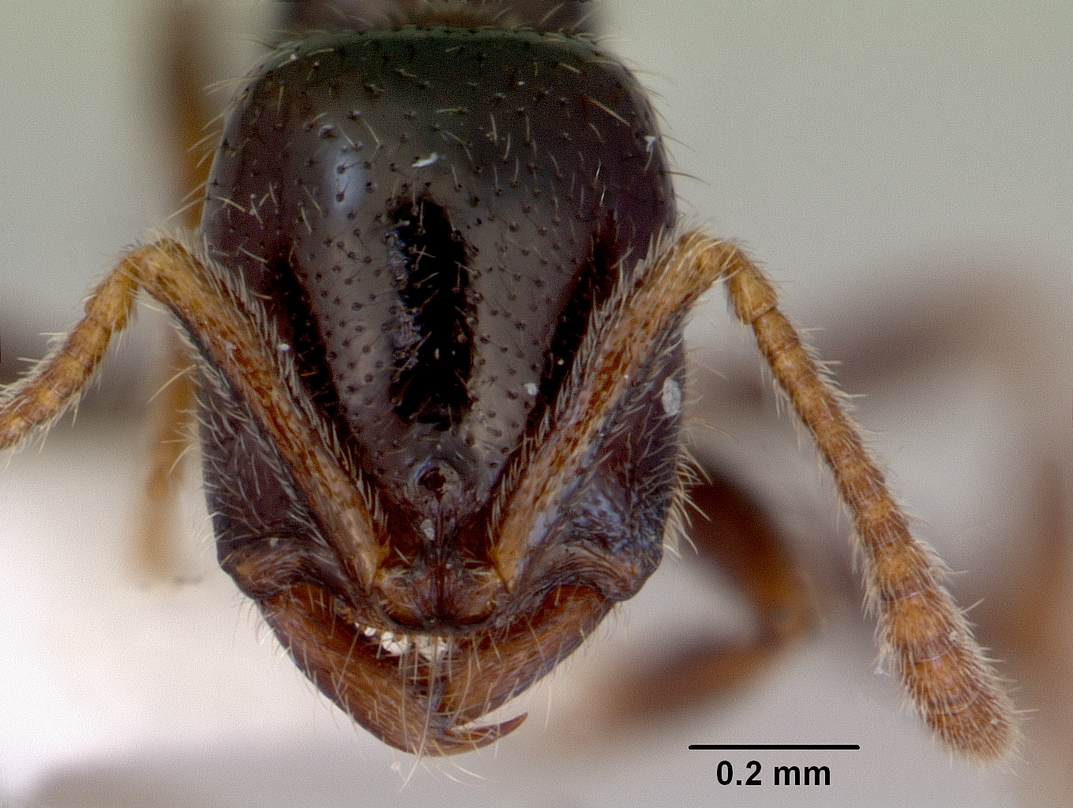